# 克雷姆斯继续教育大学
克雷姆斯继续教育大学（德語：Universität für Weiterbildung Krems）是一所奥地利大学，专门为在职专业人士提供继续教育，位于下奥地利州多瑙河畔克雷姆斯。

## 名称
奥地利联邦教育以英语称这所大学为多瑙河畔克雷姆斯大学（Danube University Krems），而奥地利法律信息系统（Legal Information System of the Republic of Austria）则称其为克雷姆斯继续教育大学（University of Continuing Education Krems）。

## 历史
第一批93名学生于1995年入学，当时该校开始开设欧洲研究和新闻课程。2004年，奥地利议会通过了“多瑙河大学法案”（DUK-Gesetz），授予该校一所大学的权利，例如任命自己的教授。已有27,000多名学生毕业。

## 课程

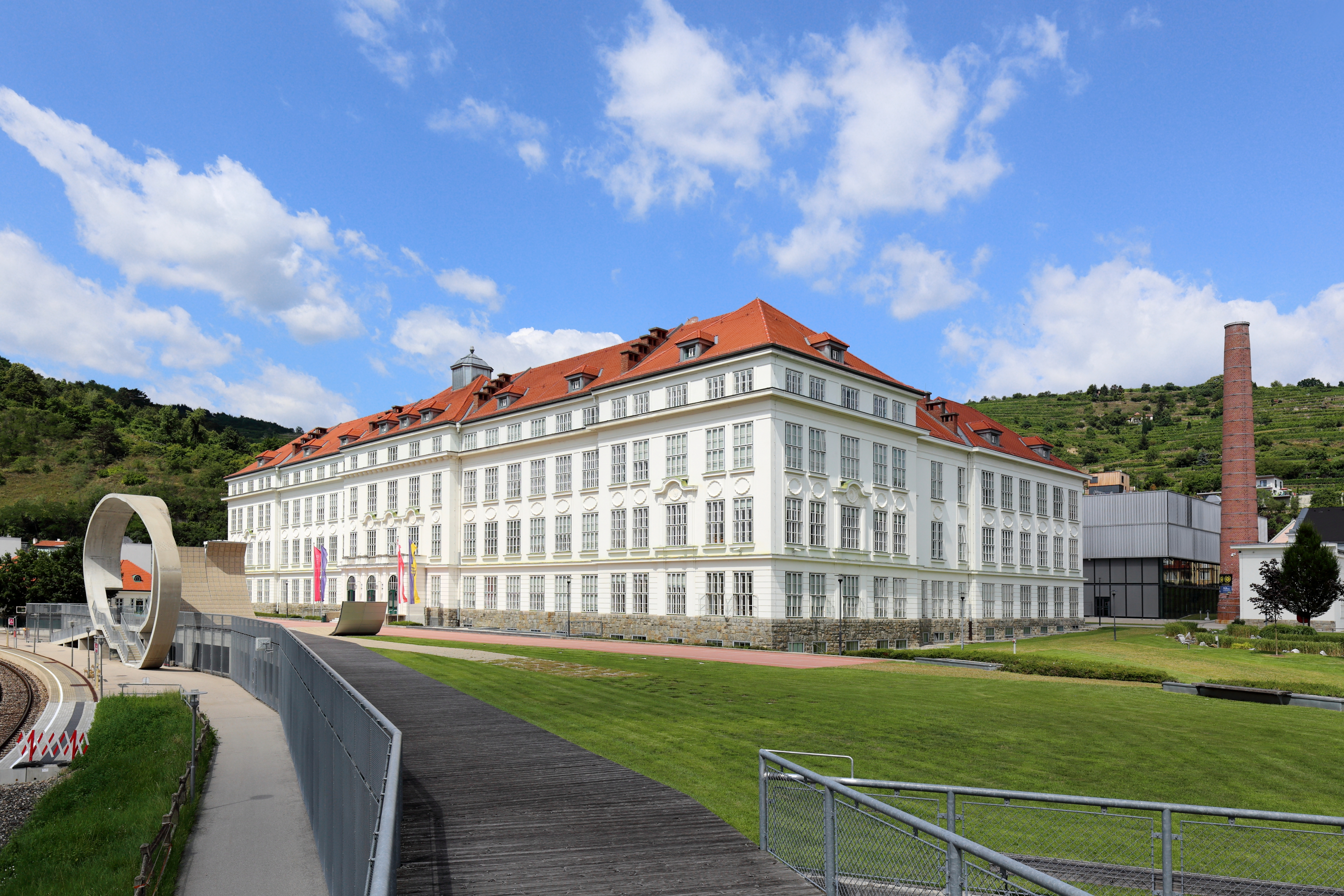
University for Continuing Education Krems, old building

克雷姆斯继续教育大学专门从事职业专业人士的继续教育。 它目前在以下领域提供200多门学术课程和学位课程（硕士学位）：
- 医药、健康和社会服务
- 经济和商业管理
- 法律、行政和国际事务
- 教育、媒体和传播
- 艺术、文化和建筑

## 学生
如今，来自90多个国家/地区的8,000多名学生在这所大学学习，平均年龄40岁。其中，26%来自国外。

## 院系设置

### 健康与医学学院
- 健康科学和生物医学系
- 循证医学和临床流行病学系
- 跨学科牙科系
- 临床神经科学和预防医学系
- 心理治疗和生物心理社会健康系

### 商业和全球化学院
- 管理与经济学系
- 法律研究和国际关系系
- 电子政务和行政系
- 移民与全球化系
- 知识与沟通管理系
- 欧洲政策与民主研究系

### 教育、艺术和建筑学院
- 继续教育研究与教育管理系
- 互动媒体和教育技术系
- 艺术和图像科学系
- 建筑与环境系[9]